# Grande Prêmio de San Marino de 2001
Resultados do Grande Prêmio de San Marino de Fórmula 1 (formalmente XXI Gran Premio Warsteiner di San Marino) realizado em Imola em 15 de abril de 2001. Quarta etapa da temporada, foi vencido pelo alemão Ralf Schumacher, da Williams-BMW.

## Resumo
- Primeira vitória de Ralf Schumacher na categoria.
- Primeira vitória da Williams desde o triunfo de Jacques Villeneuve no Grande Prêmio de Luxemburgo de 1997.
- Neste GP, a Williams colocou nos carros de Ralf e Juan Pablo Montoya a frase "Keep your distance" (Mantenha sua distância), em referência aos acidentes que sofreram no Brasil.
- Última corrida de Gastón Mazzacane na Fórmula 1. O argentino perdeu sua vaga na Prost por deficiência técnica, dando lugar a Luciano Burti.

## Classificação
| Pos.   | Nº | Piloto                | Construtor       | Voltas | Tempo/Diferença | Grid | Pontos |
| ------ | -- | --------------------- | ---------------- | ------ | --------------- | ---- | ------ |
| 1      | 5  | Ralf Schumacher       | Williams-BMW     | 62     | 1:30:44.817     | 3    | 10     |
| 2      | 4  | David Coulthard       | McLaren-Mercedes | 62     | + 4.352         | 1    | 6      |
| 3      | 2  | Rubens Barrichello    | Ferrari          | 62     | + 34.766        | 6    | 4      |
| 4      | 3  | Mika Häkkinen         | McLaren-Mercedes | 62     | + 36.315        | 2    | 3      |
| 5      | 12 | Jarno Trulli          | Jordan-Honda     | 62     | + 1:25.558      | 5    | 2      |
| 6      | 11 | Heinz-Harald Frentzen | Jordan-Honda     | 61     | + 1 volta       | 9    | 1      |
| 7      | 16 | Nick Heidfeld         | Sauber-Petronas  | 61     | + 1 volta       | 12   |        |
| 8      | 9  | Olivier Panis         | BAR-Honda        | 61     | + 1 volta       | 8    |        |
| 9      | 22 | Jean Alesi            | Prost-Acer       | 61     | + 1 volta       | 14   |        |
| 10     | 15 | Enrique Bernoldi      | Arrows-Asiatech  | 60     | + 2 voltas      | 16   |        |
| 11     | 19 | Luciano Burti         | Jaguar-Cosworth  | 60     | + 2 voltas      | 15   |        |
| 12     | 8  | Jenson Button         | Benetton-Renault | 60     | + 2 voltas      | 21   |        |
| Ret    | 20 | Tarso Marques         | Minardi-European | 50     | Motor           | 22   |        |
| Ret    | 6  | Juan Pablo Montoya    | Williams-BMW     | 48     | Embreagem       | 7    |        |
| Ret    | 18 | Eddie Irvine          | Jaguar-Cosworth  | 42     | Motor           | 13   |        |
| Ret    | 7  | Giancarlo Fisichella  | Benetton-Renault | 31     | Motor           | 19   |        |
| Ret    | 10 | Jacques Villeneuve    | BAR-Honda        | 30     | Motor           | 11   |        |
| Ret    | 23 | Gaston Mazzacane      | Prost-Acer       | 28     | Motor           | 20   |        |
| Ret    | 1  | Michael Schumacher    | Ferrari          | 24     | Suspensão       | 4    |        |
| Ret    | 17 | Kimi Räikkönen        | Sauber-Petronas  | 17     | Direção         | 10   |        |
| Ret    | 14 | Jos Verstappen        | Arrows-Asiatech  | 6      | Exaustor        | 17   |        |
| Ret    | 21 | Fernando Alonso       | Minardi-European | 5      | Freios          | 18   |        |
| Fonte: |    |                       |                  |        |                 |      |        |

## Tabela do campeonato após a corrida
| Pos.   | Piloto             | Pontos |
| ------ | ------------------ | ------ |
| 1      | Michael Schumacher | 26     |
| 2      | David Coulthard    | 26     |
| 3      | Rubens Barrichello | 14     |
| 4      | Ralf Schumacher    | 12     |
| 5      | Nick Heidfeld      | 7      |
| Fonte: |                    |        |

| Pos.   | Construtor       | Pontos |
| ------ | ---------------- | ------ |
| 1      | Ferrari          | 40     |
| 2      | McLaren-Mercedes | 30     |
| 3      | Williams-BMW     | 12     |
| 4      | Jordan-Honda     | 10     |
| 5      | Sauber-Petronas  | 8      |
| Fonte: |                  |        |

- Nota: Somente as primeiras cinco posições estão listadas.